# 孔羈
孔羈（？—？），姞姓，孔氏，名羈或羅，春秋時期卫国大夫，孔成子之子，谥号顷。 

## 生平
卫襄公夫人姜氏无子，宠姬婤姶生了孟絷和元。孔成子梦见康叔说：“立元为国君，我让羁的孙子圉和史苟辅佐他。”史朝也梦见康叔说：“我将要命令你的儿苟和孔烝鉏的曾孙圉辅佐元。”前535年（鲁昭公七年、卫襄公九年），卫襄公死後，孔成子立了卫灵公。十二月廿三日，安葬卫襄公。 

## 子孙
- 子：孔起，孔昭叔
  - 孙：孔圉，孔文子
    - 曾孙：孔悝[1]